# Głaźnik
Głaźnik – wzgórze, wzniesienie, położone w obrębie Wzgórz Trzebnickich, w mikroregionie Grzbietu Trzebnickiego. Znajduje się w gminie Brzeg Dolny.

## Położenie i otoczenie
Głaźnik jest częścią Wzgórz Trzebnickich, będących mezoregionem o identyfikatorze 318.44 (według regionalizacji fizycznogeograficznej opracowanej przez Jerzego Kondrackiego), należących do Wału Trzebnickiego (makroregion o indeksie 318.4). W ramach tych Wzgórz Trzebnickich wyróżnia się także mikroregion, obejmujący Głaźnik – Grzbiet Trzebnicki (mikroregion o indeksie 318.444). Wzgórze to leży w południowo-zachodniej części Grzbietu Trzebnickiego. Pod względem regionalizacji przyrodniczo-leśnej wzgórze położone jest w mezoregionie Wzgórz Trzebnicko-Ostrzeszowskich.
Natomiast pod względem podziału administracyjnego wzniesienie jest położone na terenie  gminyBrzeg Dolny, w obrębie ewidencyjnym Jodłowice. Gmina ta przynależy do powiatu wołowskiego w województwie dolnośląskim.
Na południe i zachód od wzniesienia znajduje się Wysoczyzna Rościsławicka, a w kierunku północnym i wschodnim takie obiekty fizjograficzne Wzgórz Trzebnickich jak: Spadziste, Sienna, Stróżek.

## Charakterystyka
Wzniesienie pokryte jest lasem. Lasy te podlegają nadleśnictwu Oborniki Śląskie, leśnictwu Kraniec. Ta część kompleksu leśnego nosi nazwę Jodłowice (Rezerwat przyrody Jodłowice). Na zachód od masywu przepływa potok o nazwie Jodłówka.

## Nazwa
Nazwa własna – Głaźnik – jest nazwą urzędową. Została ustalona i ujęta w państwowym rejestrze nazw geograficznych na podstawie Zarządzenia nr 70 z dnia 30 marca 1954 r. wydanego przez Prezesa Rady Ministrów (Monitor Polski z 1954 nr 38, poz. 516). Odnosi się ona do ukształtowania terenu należącego do rodzaju wzgórza, wzniesienia. W rejestrze tym przypisano jej identyfikator: PRNG – 205726, identyfikator IIP – PL.PZGiK.320.NGRP.205726. Podaje on następujące współrzędne geograficzne punktu głównego wzniesienia: szerokość geograficzna – 51°17'21" N, długość geograficzna – 16°48'17" E. W rejestrze tym jest ważna od 18.03.2016 r..